# Bell Marques
Pour les articles homonymes, voir Marques (homonymie).
Bell Marques est un chanteur brésilien, leader du groupe de musique axé Chiclete com Banana. Il est né le 5 septembre 1952.